# Pomnik przyrody

Aktualny wzór oznaczenia pomnika przyrody (pojedynczego tworu przyrody) w Polsce

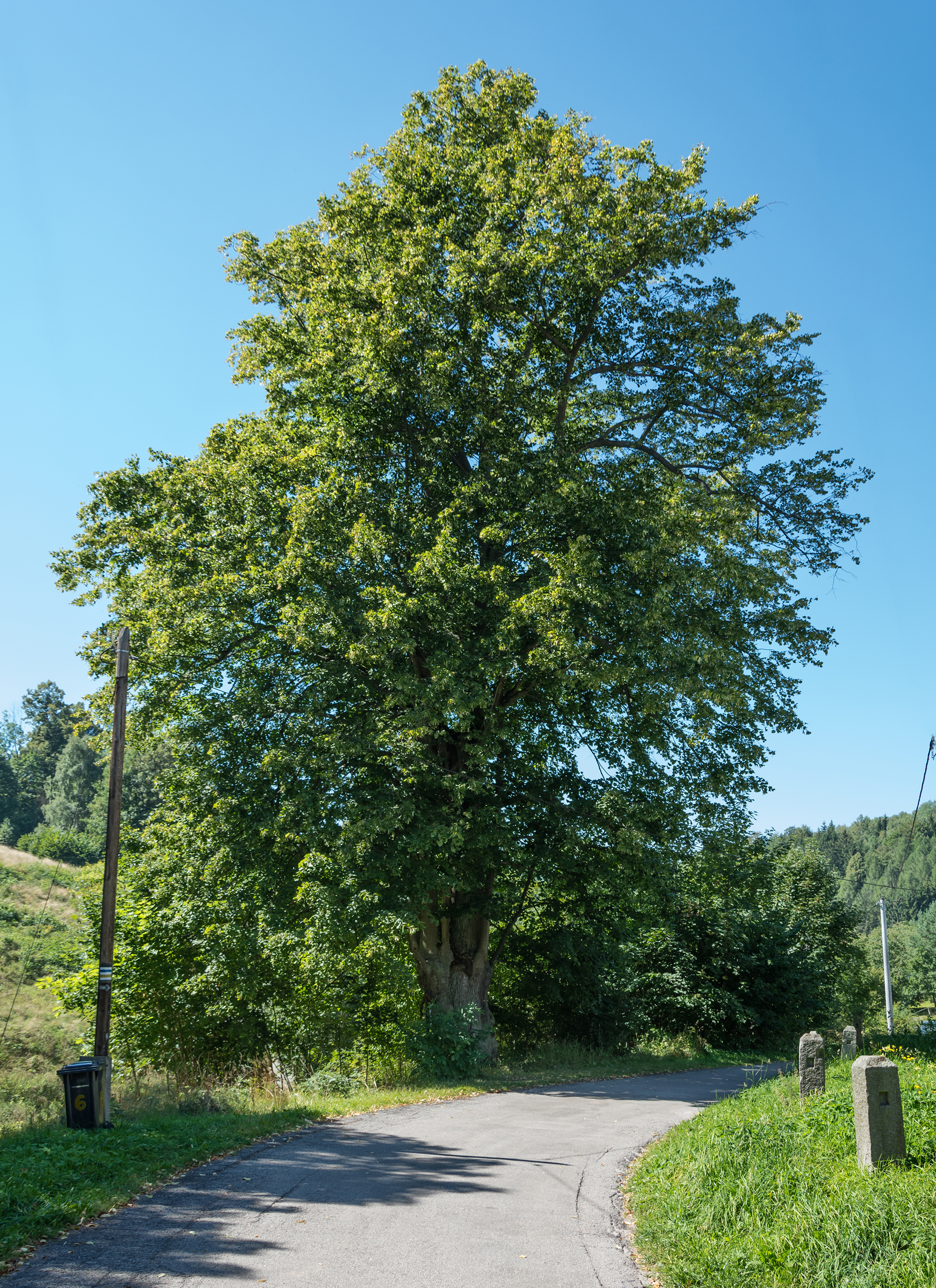
Lipa szerokolistna w Pstrążnej

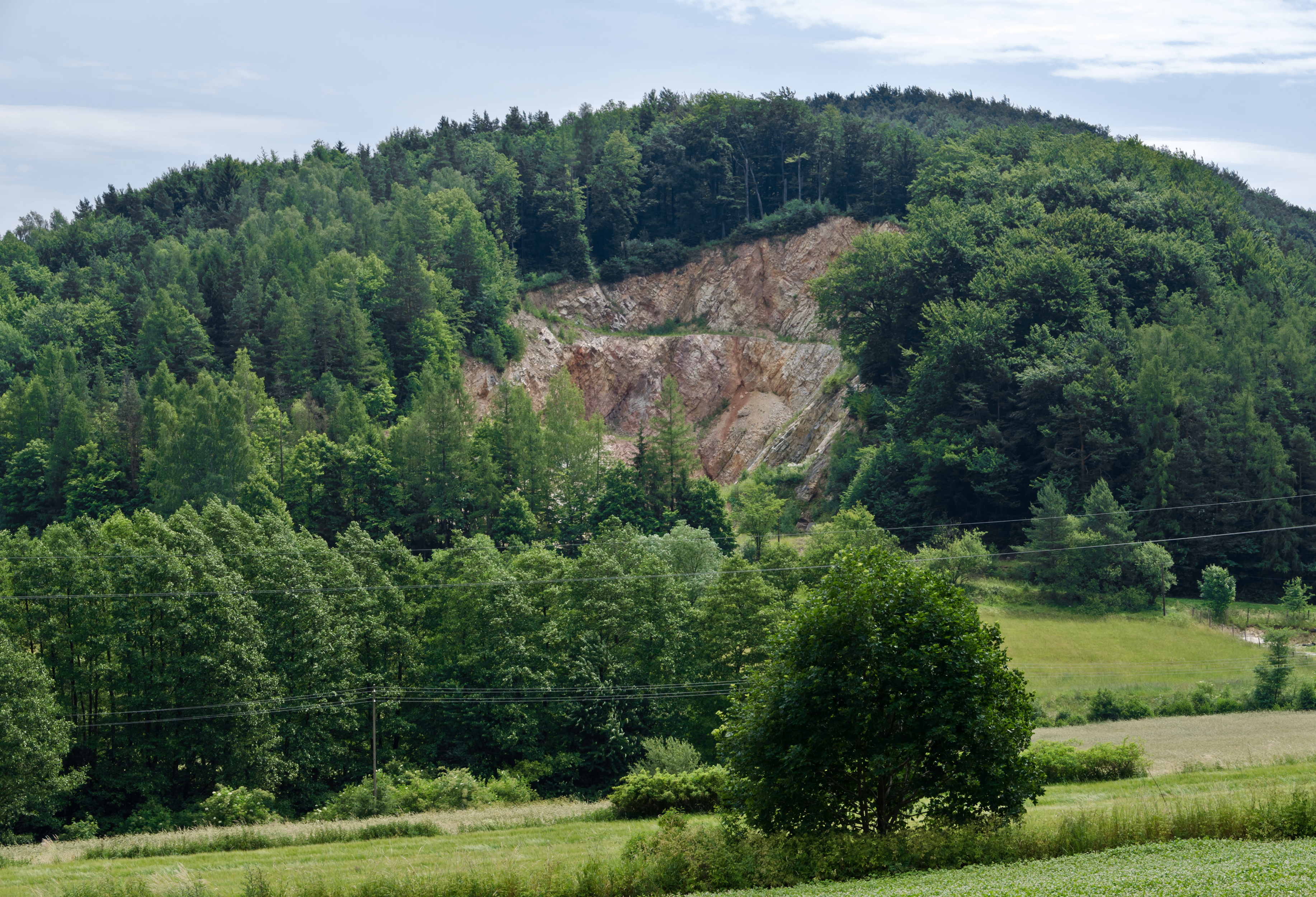
Kamieniołom na stoku Wapniarki

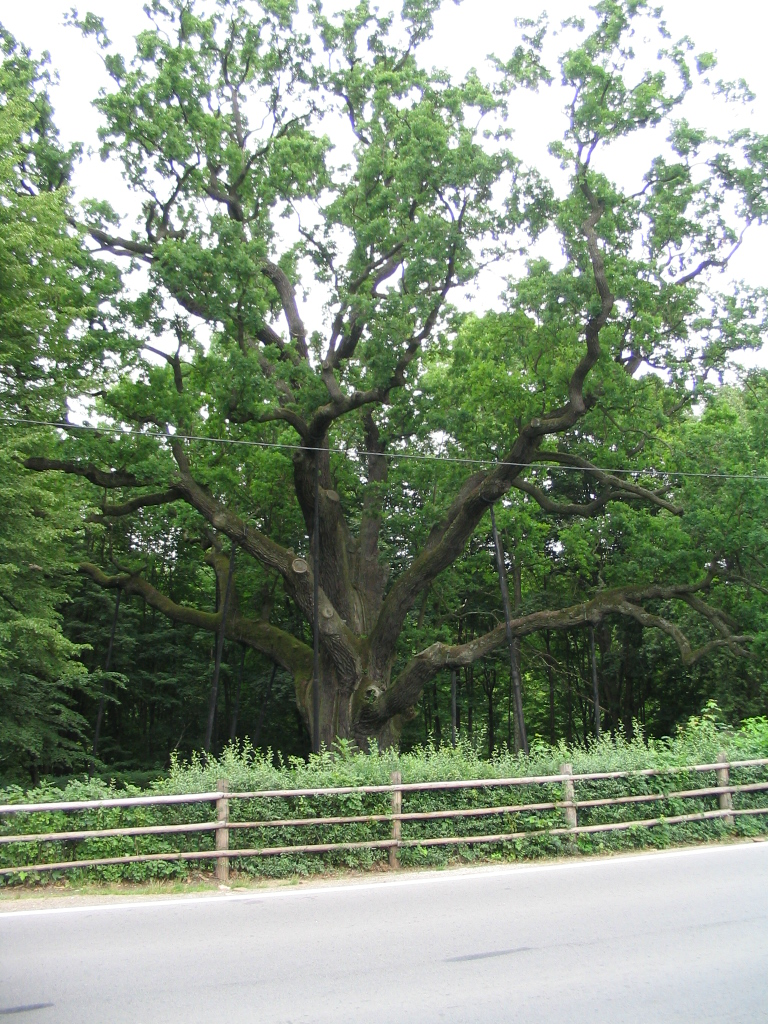
Dąb Bartek, rosnący przy drodze między Zagnańskiem i Samsonowem (gmina Zagnańsk), w województwie świętokrzyskim.

Pomnik przyrody – prawnie chroniony twór przyrody, szczególnie cenny ze względów naukowych, zabytkowych, kulturowych i innych.

## Klasyfikacja
Światowa Komisja IUCN klasyfikuje pomniki przyrody (ang. natural monument) w kategorii III.

## Historia
Termin został wprowadzony przez Aleksandra von Humboldta na przełomie XVIII i XIX wieku, co dało początek kierunkowi konserwatorskiemu w ochronie przyrody.
Znaczącym propagatorem objęcia ochroną starych drzew był Hugo Conwentz. Pod postacią pomnika przyrody proponował objąć także rzadkie gatunki roślin i zwierząt

### Polska
W końcu I wojny światowej, jesienią 1918 roku ukazał się dekret Rady Regencyjnej o opiece nad zabytkami sztuki i kultury zaś w rok później rozporządzenie Ministra Wyznań Religijnych i Oświecenia Publicznego o ochronie niektórych zabytków przyrody z 15 września 1919 roku. Później wydano rozporządzenie Prezydenta Rzeczypospolitej Polskiej o opiece nad zabytkami z 6 marca 1928 roku, gdzie po raz pierwszy padły słowa o ochronie alei przydrożnych.
Następnymi aktami prawnymi regulującymi ochronę pojedynczych wartości przyrodniczych były ustawy o ochronie przyrody z 1934, 1949, 1991 i 2004 roku.

## Pomniki przyrody w Polsce

### Definicja
W aktualnym brzmieniu Ustawy o ochronie przyrody z 2004 roku:

Pomnikami przyrody są pojedyncze twory przyrody ożywionej i nieożywionej lub ich skupienia o szczególnej wartości przyrodniczej, naukowej, kulturowej, historycznej lub krajobrazowej oraz odznaczające się indywidualnymi cechami, wyróżniającymi je wśród innych tworów, okazałych rozmiarów drzewa, krzewy gatunków rodzimych lub obcych, źródła, wodospady, wywierzyska, skałki, jary, głazy narzutowe oraz jaskinie.

### Statystyki
Według danych z 2015 roku liczba pomników przyrody w Polsce wynosiła 36 510. Najwięcej pomników przyrody występowało w województwie mazowieckim (4274), a najmniej w województwie opolskim (683). Tą formą ochrony objęte są głównie ożywione twory przyrody, w tym przede wszystkim pojedyncze drzewa i ich grupy, które stanowiły w 2015 r. 92% wszystkich pomników przyrody. Znacznie rzadziej pomnikami przyrody zostają krzewy i aleje drzew, oraz twory przyrody nieożywionej: źródła, wodospady, wywierzyska, skałki, jary, głazy narzutowe oraz jaskinie
Należy uświadomić sobie, że statystyki te są obarczone błędami. Gminy, które prawnie zobowiązane są do opieki nad pomnikami przyrody, ustanawianiem i znoszeniem - zawsze w formie uchwały oraz do aktualizacji danych w Centralnym Rejestrze Form Ochrony Przyrody - szczególnie na terenach wiejskich - nie zawsze wypełniają swój obowiązek. Żadne przepisy nie przewidują kary za brak ww. czynności oraz żadne przepisy nie regulują sprawy kto ma to kontrolować. Najwyższa Izba Kontroli w 2018 w swoim raporcie na temat Słabej Ochrony Cennych Przyrodniczo Obiektów wskazała również, że dane z Centralnego Rejestru Form Ochrony Przyrody prowadzonego przez Generalną Dyrekcję Ochrony Środowiska oraz dane z GUS różnią się.
| Rok                            | 1990                      | 1995   | 2000   | 2005   | 2008   | 2010   | 2011   | 2012   | 2013   | 2014   | 2015   |
| ------------------------------ | ------------------------- | ------ | ------ | ------ | ------ | ------ | ------ | ------ | ------ | ------ | ------ |
|                                | 18 876                    | 26 423 | 33 094 | 34 989 | 35 833 | 36 293 | 36 318 | 36 316 | 36 353 | 36 417 | 36 510 |
|                                | według województw         |        |        |        |        |        |        |        |        |        |        |
| Dolnośląskie                   |                           |        |        | 2638   | 2749   | 2625   | 2603   | 2597   | 2599   | 2564   | 2541   |
| Kujawsko-pomorskie             |                           |        |        | 2068   | 2192   | 2622   | 2646   | 2675   | 2695   | 2662   | 2668   |
| Lubelskie                      |                           |        |        | 1550   | 1478   | 1532   | 1504   | 1513   | 1516   | 1509   | 1514   |
| Lubuskie                       |                           |        |        | 1785   | 1088   | 1236   | 1255   | 1290   | 1307   | 1339   | 1337   |
| Łódzkie                        |                           |        |        | 3541   | 3731   | 3612   | 3404   | 3398   | 3311   | 3306   | 3278   |
| Małopolskie                    |                           |        |        | 2189   | 2183   | 2187   | 2204   | 2207   | 2209   | 2197   | 2190   |
| Mazowieckie                    |                           |        |        | 4155   | 4132   | 4275   | 4398   | 4272   | 4249   | 4256   | 4274   |
| Opolskie                       |                           |        |        | 568    | 638    | 641    | 647    | 661    | 682    | 683    | 683    |
| Podkarpackie                   |                           |        |        | 1528   | 1531   | 1375   | 1411   | 1388   | 1455   | 1517   | 1560   |
| Podlaskie                      |                           |        |        | 2112   | 2184   | 2058   | 2031   | 2015   | 2012   | 1998   | 1993   |
| Pomorskie                      |                           |        |        | 2619   | 2728   | 2784   | 2795   | 2809   | 2802   | 2816   | 2821   |
| Śląskie                        |                           |        |        | 1402   | 1526   | 1518   | 1521   | 1532   | 1532   | 1539   | 1540   |
| Świętokrzyskie                 |                           |        |        | 460    | 652    | 713    | 714    | 710    | 709    | 717    | 714    |
| Warmińsko-mazurskie            |                           |        |        | 2432   | 2591   | 2576   | 2573   | 2564   | 2562   | 2569   | 2565   |
| Wielkopolskie                  |                           |        |        | 3632   | 3834   | 3809   | 3777   | 3843   | 3850   | 3819   | 3884   |
| Zachodniopomorskie             |                           |        |        | 2310   | 2596   | 2730   | 2834   | 2842   | 2863   | 2926   | 2948   |
|                                | według charakteru pomnika |        |        |        |        |        |        |        |        |        |        |
| Pojedyncze drzewa              | 13 592                    | 19 693 | 25 940 | 27 331 | 28 070 | 30 059 | 30 073 | 29 996 | 29 949 | 29 937 | 29 982 |
| Grupy drzew                    | 3193                      | 4222   | 4501   | 4878   | 4905   | 3658   | 3643   | 3672   | 3729   | 3766   | 3780   |
| Aleje                          | 488                       | 677    | 772    | 817    | 876    | 699    | 701    | 728    | 735    | 749    | 762    |
| Głazy                          | 934                       | 1059   | 1104   | 1202   | 1223   | 1034   | 1050   | 1057   | 1074   | 1083   | 1091   |
| Skałki, groty, jaskinie i inne | 669                       | 772    | 777    | 761    | 267    | 303    | 302    | 302    | 305    | 302    | 303    |
| Pozostałe                      |                           |        |        |        | 492    | 540    | 549    | 561    | 561    | 580    | 592    |

### Uznanie za pomnik przyrody

#### Kryteria
W latach 1996–2017 kryteria uznania za pomnik przyrody nie były regulowane prawnie. Ustawa o ochronie przyrody z 2004 r. zawierała fakultatywną delegację dla ministra do spraw środowiska określenia w drodze rozporządzenia kryteriów uznania tworów przyrody ożywionej lub nieożywionej za pomniki przyrody, co jednak nie nastąpiło przez 13 lat od uchwalenia tej ustawy. W tym czasie, jak również przed 2004 r., funkcjonowało wiele nieoficjalnych wytycznych dotyczących minimalnej pierśnicy drzew pomnikowych poszczególnych gatunków.
Dnia 17 grudnia 2017 r. w drodze rozporządzenia Ministra Środowiska określone zostały kryteria uznania za pomnik przyrody. Mają one charakter ilościowy i jakościowy, przy czym wzajemnie się one nie wykluczają i nie muszą występować łącznie. Drzewa spełniające kryteria ilościowe (wielkość pierśnicy) nie podlegają automatycznie ochronie jako pomniki przyrody, jednak ww. gminy mogą zgłosić sprzeciw wobec zamierzonej wycinki drzewa przekraczającego te wymiary.
| Przedmiot ochrony pomnikowej | Rodzaj/gatunek | Kryterium ilościowe        | Kryterium jakościowe |
| ---------------------------- | --- | -------------------------- | --- |
| Drzewa                       | bez koralowy, cis pospolity, jałowiec pospolity, kruszyna pospolita, rokitnik zwyczajny, szakłak pospolity, trzmielina                                                                                            | Pierśnica (obwód) ⩾ 50 cm  | wyróżnianie się wśród innych drzew tego samego rodzaju lub gatunku w skali kraju, województwa lub gminy, ze względu na obwód pnia, wysokość, szerokość korony, wiek, występowanie w skupiskach, w tym w alejach lub szpalerach, pokrój lub inne cechy morfologiczne, a także inne wyjątkowe walory przyrodnicze, naukowe, kulturowe, historyczne lub krajobrazowe |
| Drzewa                       | bez czarny, cyprysik, czeremcha zwyczajna, czereśnia, głóg, jabłoń, jarząb pospolity, jarząb szwedzki, leszczyna pospolita, żywotnik zachodni                                                                     | Pierśnica (obwód)⩾ 100 cm  | wyróżnianie się wśród innych drzew tego samego rodzaju lub gatunku w skali kraju, województwa lub gminy, ze względu na obwód pnia, wysokość, szerokość korony, wiek, występowanie w skupiskach, w tym w alejach lub szpalerach, pokrój lub inne cechy morfologiczne, a także inne wyjątkowe walory przyrodnicze, naukowe, kulturowe, historyczne lub krajobrazowe |
| Drzewa                       | grusza, klon polny, magnolia drzewiasta, miłorząb, sosna Banksa, sosna limba, wierzba iwa, żywotnik olbrzymi | Pierśnica (obwód) ⩾ 150 cm | wyróżnianie się wśród innych drzew tego samego rodzaju lub gatunku w skali kraju, województwa lub gminy, ze względu na obwód pnia, wysokość, szerokość korony, wiek, występowanie w skupiskach, w tym w alejach lub szpalerach, pokrój lub inne cechy morfologiczne, a także inne wyjątkowe walory przyrodnicze, naukowe, kulturowe, historyczne lub krajobrazowe |
| Drzewa                       | brzoza brodawkowata, brzoza omszona, choina, grab zwyczajny, olsza szara, orzech, sosna wejmutka, topola osika, tulipanowiec, wiąz górski, wiąz polny, wiąz szypułkowy, wierzba pięciopręcikowa                   | Pierśnica (obwód)⩾ 200 cm  | wyróżnianie się wśród innych drzew tego samego rodzaju lub gatunku w skali kraju, województwa lub gminy, ze względu na obwód pnia, wysokość, szerokość korony, wiek, występowanie w skupiskach, w tym w alejach lub szpalerach, pokrój lub inne cechy morfologiczne, a także inne wyjątkowe walory przyrodnicze, naukowe, kulturowe, historyczne lub krajobrazowe |
| Drzewa                       | daglezja, iglicznia, jesion wyniosły, jodła pospolita, kasztanowiec pospolity, klon jawor, klon zwyczajny, leszczyna turecka, modrzew, olsza czarna, perełkowiec, sosna czarna, sosna zwyczajna, świerk pospolity | Pierśnica (obwód)⩾ 250 cm  | wyróżnianie się wśród innych drzew tego samego rodzaju lub gatunku w skali kraju, województwa lub gminy, ze względu na obwód pnia, wysokość, szerokość korony, wiek, występowanie w skupiskach, w tym w alejach lub szpalerach, pokrój lub inne cechy morfologiczne, a także inne wyjątkowe walory przyrodnicze, naukowe, kulturowe, historyczne lub krajobrazowe |
| Drzewa                       | buk zwyczajny, dąb bezszypułkowy, dąb szypułkowy, lipa, platan, topola biała, wierzba biała, wierzba krucha | Pierśnica (obwód)⩾ 300 cm  | wyróżnianie się wśród innych drzew tego samego rodzaju lub gatunku w skali kraju, województwa lub gminy, ze względu na obwód pnia, wysokość, szerokość korony, wiek, występowanie w skupiskach, w tym w alejach lub szpalerach, pokrój lub inne cechy morfologiczne, a także inne wyjątkowe walory przyrodnicze, naukowe, kulturowe, historyczne lub krajobrazowe |
| Drzewa                       | inne gatunki topoli niż wymienione wyżej | Pierśnica (obwód) ⩾ 350 cm | wyróżnianie się wśród innych drzew tego samego rodzaju lub gatunku w skali kraju, województwa lub gminy, ze względu na obwód pnia, wysokość, szerokość korony, wiek, występowanie w skupiskach, w tym w alejach lub szpalerach, pokrój lub inne cechy morfologiczne, a także inne wyjątkowe walory przyrodnicze, naukowe, kulturowe, historyczne lub krajobrazowe |
| Krzewy                       | Brak rozróżnienia | brak                       | wyróżnianie się wśród innych krzewów tego samego rodzaju lub gatunku w skali kraju, województwa lub gminy, ze względu na wysokość, szerokość, wiek, występowanie w skupiskach, pokrój lub inne cechy morfologiczne, a także inne wyjątkowe walory przyrodnicze, naukowe, kulturowe, historyczne lub krajobrazowe                                                  |
| Twory przyrody nieożywionej  | źródła | brak                       | intensywność i formą koncentracji wypływu wody, właściwości fizykochemiczne wód, w tym występowanie wód mineralnych, lub zlokalizowanie wśród innych form geomorfologicznych |
| Twory przyrody nieożywionej  | wodospady | brak                       | wysokość |
| Twory przyrody nieożywionej  | wywierzyska | brak                       | wyróżnianie się intensywnością i formą koncentracji wypływu wody, w tym występowaniem wód mineralnych, lub zlokalizowaniem wśród innych form geomorfologicznych |
| Twory przyrody nieożywionej  | skałki | brak                       | skład petrograficzny |
| Twory przyrody nieożywionej  | jary | brak                       | profil lub inne cechy geomorfologiczne |
| Twory przyrody nieożywionej  | głazy narzutowe | brak                       | rozmiar, skład petrograficzny lub inne cechy geologiczne |
| Twory przyrody nieożywionej  | jaskinie | brak                       | długość korytarzy, wielkość deniwelacji, występowanie innych form geomorfologicznych, w tym form krasowych |

#### Tryb

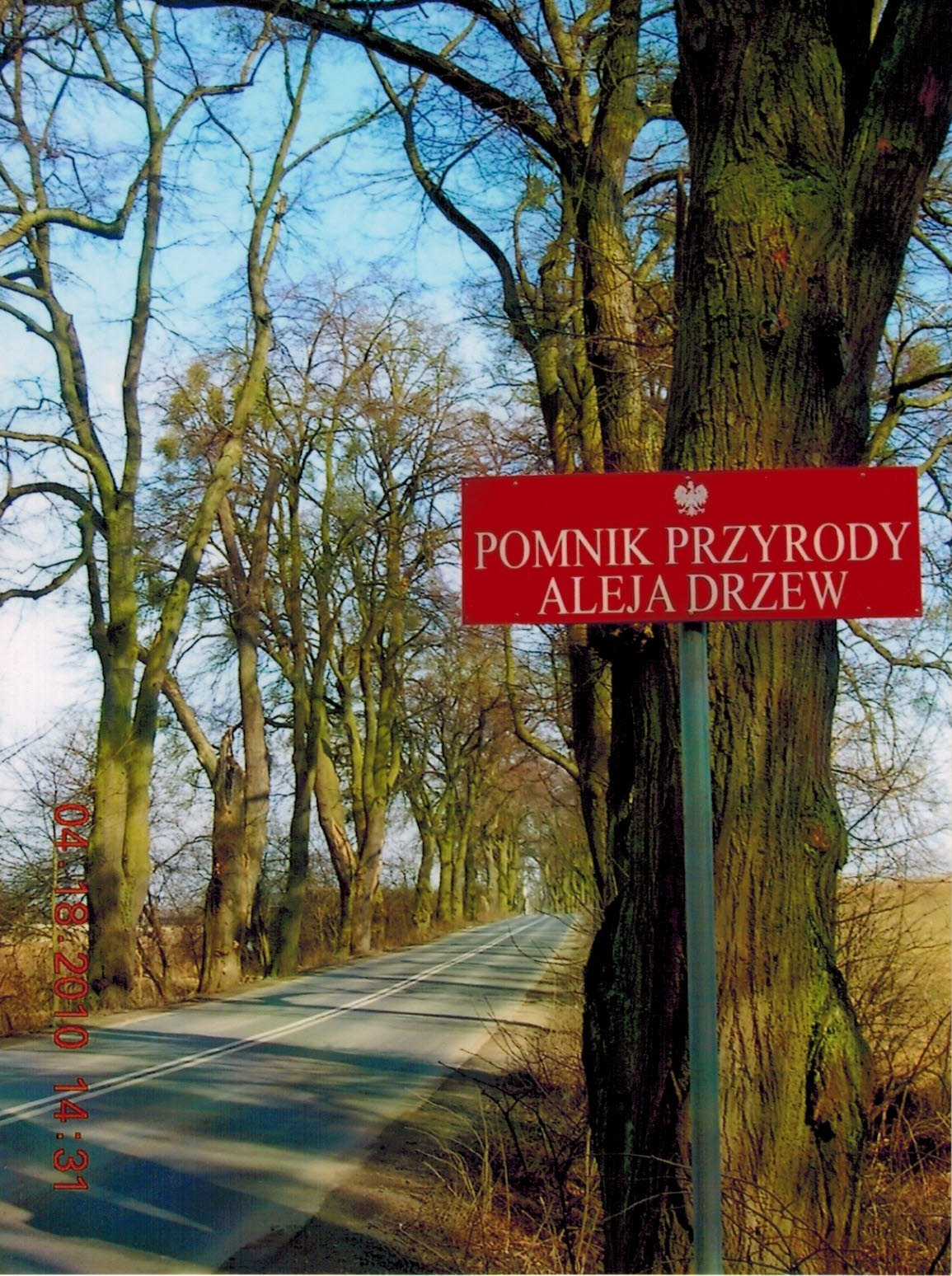
Sposób oznakowania pomnika przyrody będącego skupiskiem tworów przyrody

Od 2009 r. pomnik przyrody ustanawia rada gminy (wcześniej robił to również wojewoda, a w okresie PRL – wojewódzka rada narodowa). Wymaga to uzgodnienia z właściwym regionalnym dyrektorem ochrony środowiska.

### Zniesienie pomnika przyrody
Zniesienie ochrony pomnikowej następuje w drodze uchwały rady gminy. Ustawa stanowi, że jest to możliwe „w razie utraty wartości przyrodniczych i krajobrazowych, ze względu na które ustanowiono formę ochrony przyrody, lub w razie konieczności realizacji inwestycji celu publicznego w przypadku braku rozwiązań alternatywnych lub zapewnienie bezpieczeństwa powszechnego”. Wymaga to uzgodnienia z właściwym regionalnym dyrektorem ochrony środowiska.

### Oznakowanie
Pomnik przyrody, będący pojedynczym tworem przyrody, oznacza się tabliczką koloru zielonego. Z kolei pomnik przyrody, będący skupiskiem tworów przyrody, oznacza się tablicą czerwonego koloru. Wzory obu oznaczeń określa rozporządzenie Ministra Środowiska.

Znak E-11

Poza tym na wniosek właściwego terytorialnie Konserwatora Przyrody zarządca drogi publicznej może umieścić przy niej znak E-11 „drogowskaz do zabytku przyrody”. Znak może zawierać symbol drzewa dla pomników ożywionych i groty lub skały dla pomników nieożywionych oraz informuje o odległości i kierunku w jakim znajduje się pomnik przyrody.